# Michel (Stan) Deguire
Michel (Stan) Deguire, né à Montréal, est un musicien québécois.
Il fait ses premières armes à la batterie avec quelques groupes locaux jusqu'à ses débuts professionnels. La fin des années 1960 et les débuts des années 1970 le voient accompagner des artistes tels que Marc Hamilton, Steve Fiset, Georges Thurston, François Guy, Priscilla (gagnante de la première édition du Festival de la chanson de Granby), Céline Lomez et plusieurs autres avant de rencontrer les frères Lalonde pour former l'embryon qui deviendra Lougarou puis Garolou en 1977.
De sa fondation en 1976 jusqu'à la dissolution du groupe en 1983 en passant par le retour du groupe en 1993, il sera la colonne vertébrale de Garolou et participe à tous les concerts et albums du groupe.
Les années 1980 et 1990 sont bien remplies… Stan accompagne Bob Harrison, Contrebande, Jim Zeller, JD Slim, Bob Walsh, Jimmy James et Steve Rowe pour en nommer quelques-uns, la batterie de Stan marque le temps par sa justesse et sa précision.